# Lewis A. Swift
Lewis A. Swift (n. 29 februarie 1820, Clarkson⁠(d), New York, SUA – d. 5 ianuarie 1913, Marathon⁠(d), New York, SUA) a fost un astrononom american care a descoperit 13 comete și circa 1248 de nebuloase necatalogate. 

## Descoperiri
Swift a descoperit sau observat o serie de comete, inclusiv cometele periodice 11P/Tempel-Swift-LINEAR, 64P/Swift-Gehrels și 109P/Swift-Tuttle.  
A descoperit ultima sa cometă la vârsta de 79 de ani. A fost unul dintre puținii oameni care au văzut două dintre aparițiile Cometei Halley. 
În anul 1878 a crezut că observase două planete de tip Vulcan (planete aflate în orbita lui Mercur), dar a greșit. 
În afară de comete, el a descoperit și sute de nebuloase, cum ar fi IC 289, și galaxii, cum ar fi NGC 6, NGC 19 și NGC 27. 

## Biografie
Potrivit lui Swift, el a devenit mai întâi interesat de astronomie după ce a observat Marea Cometă din 1843 în timp ce mergea la o școală din Clarkson, New York . Profesorul său a respins inițial observația sa, dar trei zile mai târziu a fost anunțată existența cometei.
A fost căsătorit de două ori, mai întâi cu Lucretia Hunt în anul 1850 și apoi cu Carrie D. Topping în anul 1864. Edward D. Swift a fost fiul său și al soției sale Carrie D. Topping. 

## Onoruri
A primit mai multe medalii decât orice alt astronom din timpul său, inclusiv trei din aur de la Academia Austriacă de Științe din Viena, patru din bronz de la Societatea Astronomică a Pacificului, și Medalia Laplace de la Societatea Astronomică din Franța (Societatea Astronomică Franceză). În anul 1897 a fost prima persoană care a primit medalia Jackson-Gwilt a Societății Astronomice Regale.
Asteroidul 5035 Swift este numit în onoarea lui, precum și craterul lunar Swift . 

## Legături externe
- Opere de sau despre Lewis A. Swift la Internet Archive
- The Story of Lewis Swift
- Lewis Swift (Photos)
- L. Swift @ Astrophysics Data System